# Maria di Béarn
Maria di Gabarret, anche in catalano e occitano, in spagnolo María e francese Marie (1150 circa – febbraio 1187), fu visconte di Béarn dal 1153 alla sua morte.

## Origine
Maria, secondo La Vasconie. Tables Généalogiques, era l'unico figlia femmina del visconte di Béarn e visconte di Gabarret, Pietro I, e di Matella di Baux (1125 - 1175), figlia di Raimondo I di Baux, italianizzato in Raimondo I del Balzo, 4° signore di Les Baux, e di Stefanetta di Provenza, sorella minore di Dolce di Carlat, e figlia del visconte di Millau, di Gévaudan, e di Carlat, Gilberto I di Gévaudan e della Contessa di Provenza, Gerberga (come ci viene confermato dalle Note dell'Histoire Générale de Languedoc, Tome II).

Pietro di Béarn e di Gabarret, secondo il Cartulaire de Sainte Foi de Morlaas era il figlio maschio della Viscontessa di Béarn, Guiscarda, e del visconte di Gabarret, Pietro di Gabarret detto "Soriquers", che, secondo il documento n° XXVIII del Cartulaires du Chapitre de l'église métropolitaine Sainte-Marie d'Auch, era figlio del visconte di Gabarret, Pietro Ruggero e della sua seconda moglie, Agnese.

## Biografia
Secondo il Vizcondes de Gabarret y Brulhois, suo padre, Pietro I, morì, nel 1153, e sua nonna, Guiscarda, divenne reggente per Gastone, divenuto il visconte Gastone V, ancora minorenne.

Sua nonna, Guiscarda morì nel mese di aprile del 1154, e la tutela di Gastone V, fu affidata al Conte di Barcellona, Gerona, Osona e Cerdagna e principe d'Aragona, Raimondo Berengario IV di Barcellona, cugino primo di sua madre, che di fatto governò la viscontea, fino al raggiungimento della maggior età da parte di Gastone.
Sua madre, Matella di Baux, dopo essere rimasta vedova, nel 1155, si sposò, in seconde nozze, con Centullo, futuro Conte di Bigorre e visconte di Marsan.
Suo fratello, Gastone V, sempre secondo La Vasconie. Tables Généalogiques, morì, senza discendenza, il 30 aprile 1170, dopo essere divenuto monaco dell'ordine di San Giovanni.
Maria gli succedette.

Maria, ancora secondo La Vasconie. Tables Généalogiques, in quello stesso anno, rese omaggio al re d'Aragona, Alfonso II il Casto, che si riservò il diritto di poterle scegliere il marito. Il prescelto fu il signore di Moncada, Guglielmo di Moncada, figlio ed erede del signore di Moncada e siniscalco di Catalogna, Guglielmo Raimondo I di Moncada e della moglie, Beatrice di Moncada, figlia ed erede di Berengario Raimondo di Moncada e della moglie, Ermesinda.
Dopo il matrimonio di Maria, nel 1170, nella viscontea di Bearn, scoppiarono disordini in quanto il marito straniero, Guglielmo di Moncada non era ben accetto, e secondo la Sublevaciones bearnesas contra la política aragonesa de los vizcondes la viscontea fu governata da nobili eletti dall'aristocrazia locale.
Maria e Guglielmo si separarono, nel 1172, e la viscontessa, Maria, si ritirò nel monastero di Sainte-Croix-Volvestre, con i due figli gemelli, Gastone e Guglielmo. Dato che il re d'Aragona, Alfonso II, aveva confermato a Maria la titolarità della viscontea, dal Bearn furono inviati due persone stimate a chiedere a Maria di nominare visconte uno dei suoi figli, fu scelto Gastone, in quanto dormiva con le mani aperte, considerato un segno di bontà, che dal 1173 fu il visconte Gastone VI, che governò sotto la tutela di Pellegrino di Castillazuelo, signore di Balbastre.
Maria condusse la sua vita in monastero e morì nel febbraio 1187.

## Discendenza
Ancora secondo La Vasconie. Tables Généalogiques, Maria a Guglielmo diede due figli:
- Gastone (1171 - 1214), Visconte di Béarn[16]
- Guglielmo (1171 - 1224), Visconte di Béarn, dopo la morte del fratello[17].

### Fonti primarie
- (LA)  Cartulaires du Chapitre de l'église métropolitaine Sainte-Marie d'Auch
- (LA)  Cartulaire de Sainte Foi de Morlaas
- (LA)  Archivo corona de Aragón Tomo IV

### Letteratura storiografica
- (FR)  Histoire générale de Languedoc, tomus II.
- (FR)  LA VASCONIE.
- (FR)  Histoire générale de Languedoc, Notes, tomus II.